# Джон Саттер
Джон Саттер або Йоганн Зуттер (англ. John Sutter, нім. Johann August Sutter; 15 лютого 1803 — 18 червня 1880) — американський піонер «дикого Заходу», авантюрист і підприємець швейцарського походження. Він народився у Кандерні (у базельському кантоні Швейцарії), де його батько Йоганн Якоб Зуттер був відомим виробником паперу та власником друкарень. Біографи подають суперечливі відомості про його життя, та і сама його особистість була дуже суперечлива, тому встановити істину неможливо.

## Ранні роки
За свідченням біографа Саттера Іріса Енгстранда  з дитинства малий Йоганн відзначався успадкованою від батька підприєливістю, любов'ю до книжок, красномовством і вмінням знаходити друзів. Молодим хлопцем він ніби поступив на службу у швайцарську гвардію французького короля Карла Х і служив там до липня 1830 року, коли тоді у Парижі вибухнула відома Липнева революція. Король був скинутий і молодий вояк мусив обирати новий життєвий шлях. Цьому суперечить його одруження з дочкою багатої вдовиці Аннетою Дюбольд, що сталося за чотири роки до повалення Карла Х. Аннета регулярно народжувала йому дітей — трьох хлопчиків і дівчинку. Однак одного дня він покинув родину і втік до Франції, імовірно через борги, які не міг повернути, що загрожувало йому в'язницею. Поневіряючись по корах, він випадково пристав до групи німецьких мандрівних ремісників, яких одної ночі обікрав і подався до Парижу. Там він завітав до одного багатого замовника свого батька і через підроблений документ дістав від нього велику суму грошей. З цим грошима він вирушив на пароплаві з Гавру до Америки і через два місяці вже був у Нью-Йорку. Два роки він займався будь-якою роботою, відкрив свою кнайпу у передмісті Фордгем, але така доля його не влаштовувала. Він продав кнайпу, купив собі фіру і знову-таки з німецькими мандрівниками подався до штату Міссурі, де неподалік від Сент-Луїсу купує кавалок землі стає дрібним фермером. Вирощує кукурудзу, бавовну, пщеницю, тютюн. Справи починають йти добре, але від людей він чує захоплючі оповідки про багатий Захід і, нарешті, не витримує жадоби нових пригод, продає усе нажите добро, знову купує віз і знову пускається у мандри разом з групою місіонерів. Після довгих пригод, під час яких Зуттер (тепер вже Саттер) побував і на Гаваях, він потрапляє у Сан-Франциско, тоді ще невеличкий порт Єрба Буена (іспанською «добра трава»), Каліфорнії, яка тоді ще належала Мексиці.

## На підйомі
З дитинства Джон володів французькою, в Америці засвоїв англійську і вивчив іспанську. Очевидно, він мав і інші здібності, які дозволили йому згуртувати довкола себе досить велику групу людей різних національностей, переважно індіанців. Це дозволило йому отримати дозвіл на заснування поселення в долині річки Сакраменто у губернатора Каліфорнії, який мав тоді резиденцію у Монтерею. Поселення він назвав «Нова Гельвеція» — за старовинною назвою рідної Швейцарії. Поселенці у кількості близько трьохсот людей взялися до праці: корчували ліс, ставили житлові й господарські будівлі, орали землю, розводили худобу. Через два роки на фермі вже працювало більше тисячі індіанців і триста європейців. Стадо налічувало кілька тисяч корів і кілька сотень коней. Для захисту від войовничих аборигенів ферму (чи то ранчо) одразу обнесли дерев'яною огорожею, а пізніше замінили її на кам'яний мур чотириметрової висоти. Це вже була невеличка фортеця, на вежах якої встановили гармати. Однак поступово Саттер налагодив добросусідські стосунки з індіанськими племенами і залучив їх до роботи у себе. Губернатор призначив Саттера охоронцем північних границь штату, надавши звання капітана. Користуючись прихильністю губернатора, Саттер отримував дозволи на заснування нових ферм, його володіння розросталися. Окрім землеробства і тваринництва,  Саттер закладав фруктові сади, оливкові та фінікові гаї. Вироблені продукти експортувалися морем до портів Північної і Південної Америки. Через мис Горн налагодилися зв'язки з Нью-Йорком і навіть з Лондоном, де закупали сільськогосподарські та промислові знаряддя, якісне насіння. Люди почали називати Саттера генералом.
У 1848 році Мексика і США підписують угоду про передачу Каліфорнії, Техасу, Нової Мексики і Аризони Сполученим Штатам. Перед Саттером відкрилися нові перспективи, і після чотирнадцяти років мовчання він написав листа до своєї дружини та запросив їхати разом із дітьми до нього, обіцяючи щедро віддячити за усі прикрощі, яких він завдав родині.

## Трагічний фінал
Ще до початку підписання угоди між Мексикою та США, буквально за кілька тижнів перед тим, помічник Саттера, Джеймс Маршал приніс йому жменю золотого піску, який виявив на дні лотка недавно поставленого водяного млина на ріці Американ-Рівер, притоки Сакраменто. Вони мали намір зберегти відкриття у таємниці, але через взаємну неуважність про золото довідався один зі службовців — цього було досить, щоб звістка швидко поширилася серед найближчого оточення.
Вже за кілька тижнів перші золотошукачі привезли до Сан-Франциско велику кількість золота, і цю новину поширили газети. Негайно ферми Саттера спорожніли: усі працівники вдалися до пошуків золота. Ще за рік усю Каліфорнію заполонили шукачі легкої наживи зі всього світу. Під час золотої лихоманки закладаються нові міста, в яких панують закони Дикого Заходу зі злочинністю, шахрайством, гральними домами, проституцією. Усе велике господарство Саттера приходить в занепад, він живе у своєму маєтку лише з кількома найвідданішими працівниками, але не втрачає надії захистити свої права через суди у Каліфорнії і Вашингтоні. У цей час до нього приїжджає родина. Дружина була в розпачі, проте діти взялися до роботи, щоб зберегти хоч те, що лишилося. За два роки виросла нова ферма, яка постачала золотошукачам продукти харчування. Можна було би знову повторити той самий пройдений шлях, але Саттер шукав справедливості, намагаючись виселити кілька сотень прибульців зі своїх законних земель. Він витрачав гроші на адвокатів та поїздки по судах і, нарешті, у 1855 році Каліфорнійський суд виносить рішення: права, надані Саттерові мексиканським урядом, дійсні і в США, а всі новозбудовані поселення мають належати йому. Рішення мав підтвердити суд у Вашингтоні, тож Саттер вирушив туди. Але звістка про рішення суду швидко поширилася поміж людей. Обурення розрослося до крайньої межі, і розлючена юрба почала нищити володіння Саттера: підпалили садибу, зруйнували лісопилки, млини, порубали фруктові дерева. Після цього діти вже не змогли відновити господарство і їхня подальша доля склалася тяжко. Тим часом суд у Вашингтоні скасував рішення Каліфорнійського суду, і найбагатша 
людина Америки (а може, навіть і всього світу) опинилася у стані повного банкрутства. Тим не менше, уряд призначив йому пенсію, втім, він і далі він до самої смерті безуспішно клопотав про реституцію. Жив у Вашингтоні разом з дружиною і весь час нарікав на  невдячність американців.